# A.S.D. Astrea
Associazione Sportiva Dilettantistica Astrea, được gọi đơn giản là Astrea, là một câu lạc bộ bóng đá Ý đến từ Rome, Lazio. Đội bóng hiện tại thi đấu ở Eccellenza Lazio.

## Lịch sử
Câu lạc bộ được thành lập vào năm 1948.
Astrea là đội của Polizia Penitenziaria, cơ quan cảnh sát phụ trách kiểm soát các nhà tù.

## Màu sắc và huy hiệu
Màu sắc của đội là trắng và xanh.

## Danh hiệu
- Coppa Italia Dilettanti:
  - Vô địch (1): 1996